# Bundesregierung Vaugoin
Die Bundesregierung Vaugoin war vom 30. September 1930 bis zum 29. November 1930 eine kurzlebige österreichische Bundesregierung.

## Vorgeschichte
Die Heimwehr sah sich 1930 in einer zunehmenden Gegnerschaft zu Bundeskanzler Johann Schober, der – allerdings erfolglos – die Wehrverbände entwaffnen lassen wollte und den deutschen Heimwehrfunktionär Waldemar Pabst des Landes verwiesen hatte. Mit Unterstützung durch den der Heimwehr zugeneigten Vizekanzler und Heeresminister Carl Vaugoin gelang es ihr, eine Regierungskrise herbeizuführen. Vaugoin forderte von Schober, den Generaldirektor der Grazer Straßenbahndirektion, Franz Strafella, zum Generaldirektor der Bundesbahnen zu ernennen, um diese „rote Hochburg“ unter Kontrolle zu bringen. Die Eisenbahner hatten zuvor immer wieder illegale Waffentransporte der Heimwehr mit der Bahn aus dem faschistischen Italien auffliegen lassen. Die Arbeiter-Zeitung beschuldigte Strafella, in dubiose Geldgeschäfte verwickelt zu sein, und konnte damit seine Bestellung verschieben. Eine Verleumdungsklage gegen die Zeitung gewann Strafella am 19. September 1930 in den meisten Punkten. Das Gericht stellte jedoch auch fest, dass Strafellas Geschäfte zulässigerweise als „unsauber und unkorrekt“ bezeichnet werden durften, sodass sein Ruf in der Öffentlichkeit weiteren schweren Schaden nahm.
Vaugoin forderte aber ungeachtet dieses Urteils die Ernennung Strafellas, was Schober ablehnte. Daraufhin trat Vaugoin als Vizekanzler zurück und erzwang somit den Rücktritt der gesamten Regierung Schober am 25. September 1930. Aufgrund der Verfassungsreform von 1929 wählte nun nicht mehr das Parlament eine neue Regierung, sondern sie wurde von Bundespräsident Wilhelm Miklas bestellt. Nach Gesprächen mit Vertretern der größeren Parteien betraute Miklas Vaugoin als Obmann der größten Partei mit der Bildung eines Kabinetts. Landbund und die Großdeutschen erklärten den Koalitionspakt für gebrochen und standen auch nicht für eine neue Koalition zur Verfügung, sondern forderten Neuwahlen. Am 30. September ernannte Miklas die neue Regierung.

## Mitglieder
| Amt                                                                      | Amtsinhaber                 | Partei                    |
| ------------------------------------------------------------------------ | --------------------------- | ------------------------- |
| Bundeskanzler                                                            | Carl Vaugoin                | CSP                       |
| Vizekanzler                                                              | Richard Schmitz             | CSP                       |
| Bundesminister für die sachliche Leitung der auswärtigen Angelegenheiten | Ignaz Seipel                | CSP                       |
| Bundesminister für die sachliche Leitung der inneren Angelegenheiten     | Ernst Rüdiger Starhemberg   | ohne Parteimitgliedschaft |
| Bundesminister für Justiz                                                | Franz Hueber                | ohne Parteimitgliedschaft |
| Bundesminister für Unterricht                                            | Emmerich Czermak            | CSP                       |
| Bundesminister für Finanzen                                              | Otto Juch                   | ohne Parteimitgliedschaft |
| Bundesminister für Land- und Forstwirtschaft                             | Andreas Thaler              | CSP                       |
| Bundesminister für Handel und Verkehr                                    | Eduard Heinl                | CSP                       |
| Mit der Leitung des Bundesministeriums für das Heereswesen betraut       | Bundeskanzler Carl Vaugoin  | CSP                       |
| Mit der Leitung des Bundesministeriums für soziale Verwaltung betraut    | Vizekanzler Richard Schmitz | CSP                       |

## Wirken
Bundeskanzler Vaugoin setzte am 1. Oktober Engelbert Dollfuß als Präsident der Bundesbahnen ein, der am 2. Oktober Strafella zum Generaldirektor der Bundesbahnen ernannte und dort gegen den Willen der Gewerkschaft einige tausend Entlassungen durchsetzte. Innenminister Starhemberg hob die Ausweisung von Waldemar Pabst auf.

## Auswirkung
Diese Regierung bestand nur aus Mitgliedern der Christlichsozialen Partei, dem hohen Finanzbeamten Juch, sowie den Heimwehrfunktionären Starhemberg und Hueber. Als Minderheitskabinett hatte man im Parlament keine Mehrheit, daher löste Bundespräsident Miklas am 1. Oktober den Nationalrat auf und setzte für den 9. November 1930 Neuwahlen an. Zu dieser traten die Großdeutschen und der Landbund gemeinsam als Nationaler Wirtschaftsblock und Landbund an.
Durch die Vergabe von Ministerposten an die Heimwehr hoffte Vaugoin bei den Neuwahlen von dieser Seite auf Unterstützung. Diese hatte allerdings andere Pläne: Zuerst wurden – etwa von Otto Ellison-Nidlef – mehr oder weniger offen Putschpläne gesponnen, die einen Staatsstreich im Sinne des Korneuburger Eids mit Vaugoin, Bundesheer, Gendarmerie und Polizei vorsahen. Letztlich entschied die Heimwehr aber, eine eigene politische Liste für die Wahlen aufzustellen, den Heimatblock.
Nachdem die Wahl nichts am Status als Minderheitsregierung geändert hatte, trat die Bundesregierung Vaugoin am 29. November 1930 zurück. Sie wurde von Bundespräsident Miklas noch mit der Weiterführung der Geschäfte bis zum Antritt der neuen Regierung betraut. Diese war ab 4. Dezember die Bundesregierung Ender.